# Eugenia comorensis
Eugenia comorensis är en myrtenväxtart som beskrevs av Joseph Marie Henry Alfred Perrier de la Bâthie. Eugenia comorensis ingår i släktet Eugenia och familjen myrtenväxter.
Artens utbredningsområde är Komorerna. Inga underarter finns listade i Catalogue of Life.